# Angela Schirò
Angela Schirò (Gernsbach, 5 aprile 1985) è una politica italiana.

## Biografia
Nata in Germania da genitori arbëreshë originari di Piana degli Albanesi , dopo essersi diplomata al liceo di Gernsbach, Angela Schirò ha completato un corso di laurea all'Università Albert Ludwig di Friburgo. Il suo semestre all'estero la portò a Roma e Murcia come parte del programma Erasmus. Questa esperienza all'estero ha rafforzato la sua posizione europeista.
Ritornata in Germania, si stabilita a  Karlsruhe e ha insegnato fino al 2018 italiano, spagnolo, storia e studi sociali presso la scuola Fritz Erler di Pforzheim.

### Attività politica
Nel maggio 2016, insieme ad altre parti interessate, ha fondato l'associazione locale PD Karlsruhe.
Per le elezioni politiche del 2018, Angela Schirò è stata l'unica candidata con residenza in Germania ad essere inclusa nella lista dei candidati alla Camera dei deputati per il Partito Democratico nella circoscrizione Estero-Europa . Contrariamente alla tendenza in Italia, in quella occasione il PD ha ottenuto un buon risultato elettorale all'estero, eleggendo due membri (tra cui la Schirò) della Camera dei deputati.
Nel corso della legislatura, Schirò ha registrato una percentuale di presenza alle votazioni pari al 54%, risultando la meno presente in Aula tra i deputati eletti nella Circoscrizione Europa.
È stata membro dal 2018 della XII Commissione affari sociali e dal 2019 della III Commissione affari esteri e comunitari.
Nel settembre 2020 ha annunciato di votare "No" al referendum sul taglio dei parlamentari, in contrasto con il voto di astensione espresso nell'ultima votazione alla Camera dei Deputati dell'8 ottobre 2019.
Nel 2022 Schirò ha rinunciato a ricandidarsi per un secondo mandato.